# Eleição para o Senado federal pelo Missouri em 2012
A eleição para o senado do estado americano do Missouri foi realizada em 6 de novembro de 2012, simultaneamente com as eleições para a câmara dos representantes, para o senado, para alguns governos estaduais e para o presidente da república. A senadora Claire McCaskill venceu a primária democrata sem oposição, o representante dos Estados Unidos Todd Akin ganhou a nomeação republicana com 36% dos votos. Jonathan Dine é o candidato do Partido Libertário. Em 6 de novembro a senadora Claire McCaskill foi reeleita com 55% dos votos.

## Antecedentes
Em 2006, Claire McCaskill venceu a eleição com 49,6% dos votos, derrotando o senador republicano Jim Talent.

## Primária democrata
A senadora Claire McCaskill concorreu sem oposição na eleição primária democrata.

### Candidatos
- Claire McCaskill, atual senadora[2][3]

### Resultados
|  | Democrata | Claire McCaskill | 289.481 | 100.00% |
|  | Total:    | Total:           | 289.481 | 100.00% |

## Primária republicana
A eleição primária republicana foi realizada em 7 de agosto de 2012, sendo uma das três mais esperados do verão de 2012. Isto foi devido à proximidade projetada nas pesquisas entre os principais candidatos, e com chances de mudar o controle do Senado em janeiro de 2013. A campanha dos principais candidatos incluíram muitos "anúncios de ataque", dirigidos a John Brunner e Steelman Sarah um contra o outro, mas muito poucos atacando Todd Akin. A democrata Claire McCaskill também foi ao ar com comerciais negativos destinadas a seus prováveis adversários em novembro. Os democratas acreditaram que Todd Akin seria o mais fraco entre os desafiantes prováveis para concorrer contra McCaskill, e os anúncios taxando-o como "muito conservador" foram amplamente vistos como um apoio para a sua nomeação.

### Candidatos
Na cédula
- Todd Akin, representante dos Estados Unidos[7]
- Jerry Beck[8]
- John Brunner, empresário[9][10]
- Mark Lodes[8]
- Hector Maldonado[8]
- Mark Memoly, autor, executivo e gerente aposentado da Ford Motor Company[8]
- Robert Poole[8]
- Sarah Steelman, ex-tesoureira estadual e ex-senadora estadual[11]

Desistências
- Jo Ann Emerson, representante dos Estados Unidos[12]
- Sam Graves, representante dos Estados Unidos[13]
- Peter Kinder, vice-governador (candidato à vice-governador)[14]
- Blaine Luetkemeyer, representante dos Estados Unidos[15]
- Ed Martin, procurador (candidato à procurador do estado)[16]
- Tom Schweich, auditor estadual[17]
- Jim Talent, ex-senador dos Estados Unidos[18]
- Ann Wagner, ex-embaixador dos Estados Unidos em Luxemburgo e ex-presidente do Partido Republicano no Missouri (candidato à câmara dos representantes dos Estados Unidos)[19][20][21]

### Resultados
| Primária Republicana | Primária Republicana | Primária Republicana | Primária Republicana | Primária Republicana | Primária Republicana |
| Partido              | Partido              | Candidato            | Votos                | %                    |                      |
| -------------------- | -------------------- | -------------------- | -------------------- | -------------------- | -------------------- |
|                      | Republicano          | Todd Akin            | 217.404              | 36,05%               |                      |
|                      | Republicano          | John Brunner         | 180.788              | 29,98%               |                      |
|                      | Republicano          | Sarah Steelman       | 176.727              | 29,20%               |                      |
|                      | Republicano          | Jerry Beck           | 9.801                | 1,62%                |                      |
|                      | Republicano          | Hector Maldonado     | 7.410                | 1,23%                |                      |
|                      | Republicano          | Robert Poole         | 6.100                | 1,01%                |                      |
|                      | Republicano          | Mark Memoly          | 3.205                | 0,53%                |                      |
|                      | Republicano          | Mark Lodes           | 2.285                | 0,38%                |                      |
|                      | Total:               | Total:               | 603.120              | 100,00%              |                      |

## Primária libertária
Jonathan Dine concorreu sem oposição na eleição primária libertária.

### Candidatos
- Jonathan Dine, ex-personal trainer

### Resultados
| Primária Libertária | Primária Libertária | Primária Libertária | Primária Libertária | Primária Libertária | Primária Libertária |
| Partido             | Partido             | Candidato           | Votos               | %                   |                     |
| ------------------- | ------------------- | ------------------- | ------------------- | ------------------- | ------------------- |
|                     | Libertário          | Jonathan Dine       | 2.470               | 100,00%             |                     |
|                     | Total:              | Total:              | 2.470               | 100,00%             |                     |

## Eleição geral

### Candidatos
- Claire McCaskill (Democrata), atual senadora
- Todd Akin (Republicano), representante dos Estados Unidos
- Jonathan Dine (Libertário)[8]

### Debates
O primeiro debate foi realizado em 21 de setembro, em Columbia, e foi patrocinado pela Associação da Imprensa do Missouri. Os temas abordados pelos três candidatos foram o Affordable Care Act, o futuro do Serviço Postal dos Estados Unidos, o rápido aumento da taxa de matrícula em faculdades, e comentários controversos sobre o representante Akin sobre estupro.
Um segundo debate está previsto para 18 de outubro em St. Louis. É patrocinado pela Câmara de Comércio Clayton e será organizada pela estação de televisão KSDK, estação de rádio pública KWMU e pelo St. Louis Business Journal.
Dois debates estão previstos para ser realizados em Kansas City e  Springfield.
Ligações externas
- Vídeo completo e transcrição no C-SPAN, primeiro debate, 21 de setembro de 2012

### Controvérsia sobre estupro e gravidez
Em um 19 de agosto de 2012, em uma entrevista transmitida pela estação de televisão St. Louis KTVI-TV, Akin foi perguntado sobre sua opinião sobre a opção de aborto em mulheres que ficaram grávidas por estupro. Ele respondeu:
Bem, você sabe, as pessoas sempre querem tentar fazer isso com uma dessas coisas, assim como você, como você corta este tipo particularmente difícil da questão ética. Primeiro de tudo, pelo que eu entendo de medicina, isso é muito raro. Se é um estupro legítimo, o corpo feminino tem maneiras de tentar fechar essa coisa toda. Mas vamos supor que, talvez, que não funcionou ou algo assim. Eu acho que deveria haver alguma punição, mas a punição deveria ser no estuprador e não atacar a criança.
O comentário foi amplamente criticado por ser misógino e impreciso. Notícias relacionadas citaram um artigo de 1996 de uma revista de obstetrícia e ginecologia, que constatou que 5% das mulheres que foram estupradas ficaram grávidas, que igualou cerca de 32.000 gestações a cada ano nos Estados Unidos.

### Arrecadação
| Candidato (partido)                                                                        | Receitas    | Desembolsos | Dinheiro em caixa | Dívida |
| ------------------------------------------------------------------------------------------ | ----------- | ----------- | ----------------- | ------ |
| Claire McCaskill (D)                                                                       | $10,250,644 | $7,689,961  | $3,465,846        | $0     |
| Todd Akin (R)                                                                              | $2,229,189  | $2,229,754  | $531,559          | $0     |
| Fonte: Federal Election Commission Finanças da campanha de McCaskill e da campanha de Akin |             |             |                   |        |

### Pesquisas
| Poll source                         | Data(s)                       | Tamanho da amostra | Margem de erro | Claire McCaskill (D) | Todd Akin (R) | Other | Indecisos |
| ----------------------------------- | ----------------------------- | ------------------ | -------------- | -------------------- | ------------- | ----- | --------- |
| Rasmussen Reports                   | 3 de outubro de 2012          | 500                | ± 4,5%         | 51%                  | 45%           | 1%    | 3%        |
| Public Policy Polling               | 1-3 de outubro de 2012        | 700                | ± 3.7%         | 46%                  | 40%           | 9%    | 5%        |
| Kiley & Company                     | 30 de setembro de 2012        | 600                | ± 3.5%         | 50%                  | 41%           | 2%    | 7%        |
| Wenzel Strategies                   | 10-11 de setembro de 2012     | 850                | ± 3.3%         | 43%                  | 48%           | —     | 10%       |
| Rasmussen Reports                   | September 11, 2012            | 500                | ± 4,5%         | 49%                  | 43%           | 4%    | 4%        |
| Public Policy Polling               | 28-29 de agosto de 2012       | 621                | ± 3.9%         | 45%                  | 44%           | —     | 11%       |
| Wenzel Strategies                   | 27-28 de agosto de 2012       | 829                | ± 3.3%         | 42%                  | 45%           | —     | 13%       |
| Mason-Dixon                         | 22-23 de agosto de 2012       | 625                | ± 4,0%         | 50%                  | 41%           | —     | 9%        |
| Rasmussen Reports                   | 22 de agosto de 2012          | 500                | ± 4,5%         | 48%                  | 38%           | 9%    | 5%        |
| Public Policy Polling               | 20 de agosto de 2012          | 500                | ± 4.4%         | 43%                  | 44%           | —     | 13%       |
| Survey USA                          | 9-12 de agosto de 2012        | 585                | ± 4,1%         | 40%                  | 51%           | 4%    | 5%        |
| Chilenski Strategies/Missouri Scout | 8 de agosto de 2012           | 663                | ± 3.8%         | 47%                  | 48%           | —     | 6%        |
| Rasmussen Reports                   | 30 de julho de 2012           | 500                | ± 4,5%         | 44%                  | 47%           | 4%    | 5%        |
| Mason-Dixon                         | 23-25 de julho de 2012        | 625                | ± 4,0%         | 44%                  | 49%           | —     | 7%        |
| Rasmussen Reports                   | 7 de junho de 2012            | 500                | ± 4,5%         | 42%                  | 50%           | 2%    | 7%        |
| Public Policy Polling               | 24-27 de maio de 2012         | 602                | ± 4,0%         | 44%                  | 45%           | —     | 11%       |
| Rasmussen Reports                   | 17 de abril de 2012           | 500                | ± 4,5%         | 43%                  | 48%           | 2%    | 7%        |
| Rasmussen Reports                   | 14-15 de março de 2012        | 500                | ± 4,5%         | 43%                  | 50%           | 4%    | 4%        |
| Public Policy Polling               | 27-29 de janeiro de 2012      | 582                | ± 4,1%         | 43%                  | 43%           | —     | 14%       |
| Rasmussen Reports                   | 9 de novembro de 2011         | 500                | ± 4,5%         | 47%                  | 45%           | 5%    | 3%        |
| Public Policy Polling               | 9-12 de setembro de 2011      | 632                | ± 3.9%         | 45%                  | 43%           | —     | 12%       |
| Public Policy Polling               | 28 de abril-1 de maio de 2011 | 555                | ± 3.9%         | 46%                  | 45%           | —     | 8%        |
| Public Policy Polling               | 3-6 de março de 2011          | 612                | ± 4,0%         | 45%                  | 44%           | —     | 11%       |

### Resultados
|  | Democrata   | Claire McCaskill | 1.484.683 | 54,7% |
|  | Republicano | Todd Akin        | 1.063.698 | 39,2% |
|  | Libertário  | Jonathan Dine    | 164.991   | 6,1%  |